# Darius Milhaud
Darius Milhaud (født 4. september 1892 i Marseille, Frankrig, død 22. juni 1974 i Genéve, Schweiz) var en fransk komponist, pianist og dirigent. Han underviste på konservatoriet i Paris fra 1947-1971 hvor han havde flere berømte elever. Han var medlem af gruppen Les Six og var en af de mest produktive komponister i det 20. århundrede. Hans kompositioner er inspireret af jazz og polytonalitet
Han har skrevet i alt 441 værker der spænder fra lette underholdende stykker til to store operaer, 12 symfonier, 17 balletter, 18 strygerkvartetter, over 20 koncerter, skuespil, filmmusik, kammermusik m.m.

## Liv og karriere
Han blev født i Marseilles, i det sydlige Frankrig, ind i en jødisk familie fra Aix-en-Provence.

## Udvalgte værker
- Symfoni nr. 1 (1939) - for orkester
- Symfoni nr. 2 (1944) - for orkester
- Symfoni nr. 3 "I guder" (1946) - for kor og orkester
- Symfoni nr. 4 (1947) - for orkester
- Symfoni nr. 5 (1953) - for orkester
- Symfoni nr. 6 (1955) - for orkester
- Symfoni nr. 7 (1955) - for orkester
- Symfoni nr. 8 "Rhône" (1957) - for orkester
- Symfoni nr. 9 (1959) - for orkester
- Symfoni nr. 10 (1960) - for orkester
- Symfoni nr. 11 (1960) - for orkester
- Symfoni nr. 12 "Det landlige" (1961) - for orkester
- Kammersymfoni nr. 1 "Forår" (1917) - for kammerorkester
- Kammersymfoni nr. 2 "Pastorale" (1918) - for kammerorkester
- Kammersymfoni nr. 3 "Serenade" (1921) - for kammerorkester
- Kammersymfoni nr. 4 "Dixtuor" (1921) - for 10 strygerinstrumenter
- Kammersymfoni nr. 5 "Dixtuor" (1922) - for 10 blæserinstrumenter
- Kammersymfoni nr. 6  (1923) - for sopran, kontraalt, tenor, bas, obo og cello
- "Savner Brasilien" (1920-1921) - for orkester
- "Provencalsk suite" (1936) - for orkester
- "Oksen på taget" (1919) - ballet
- "Verdens skabelse" (1923) - ballet